# Europa Cup (vrouwenhandbal) 1967/68
De European Champions Cup 1967/68 is de hoogste internationale club handbalcompetitie in Europa wat door de Internationale Handbalfederatie (IHF) organiseert.

## Deelnemers
| Voorronde                                                                    | Voorronde                                                          |
| ---------------------------------------------------------------------------- | ------------------------------------------------------------------ |
| - Akademik Sofia - Frederiksberg IF - SC Empor Rostock - Stade Marseilles UC | - Ferencvárosi TC - KS Cracovia - Rapid București - Slavia Olomouc |
| Kwartfinale                                                                  |                                                                    |
| - Eimsbütteler TV - Swift Roermond                                           | - Admira - Žalgiris Kaunas: Titelhouder                            |

## Voorronde
| Team 1          | Team 2              | 1       | 2       |
| --------------- | ------------------- | ------- | ------- |
| Ferencvárosi TC | SC Empor Rostock    | 07 – 04 | 05 – 10 |
| KS Cracovia     | Stade Marseilles UC | 28 – 09 | 20 – 09 |
| Rapid București | Frederiksberg IF    | 27 – 10 | 13 – 06 |
| Slavia Olomouc  | Akademik Sofia0     | 08 – 06 | 05 – 05 |

## Kwartfinale
| Team 1           | Team 2          | 1       | 2       |
| ---------------- | --------------- | ------- | ------- |
| Žalgiris Kaunas  | Eimsbütteler TV | 23 – 12 | 10 – 14 |
| KS Cracovia      | Swift Roermond  | 08 – 07 | 09 – 06 |
| Admira           | Rapid București | 10 – 19 | 10 – 24 |
| SC Empor Rostock | Slavia Olomouc  | 14 – 06 | 10 – 07 |

## Halve finale
| Team 1          | Team 2           | 1       | 2       |
| --------------- | ---------------- | ------- | ------- |
| Žalgiris Kaunas | KS Cracovia      | 17 – 09 | 17– 08  |
| Rapid București | SC Empor Rostock | 10 – 11 | 08 – 20 |

## Finale
| Datum         | Team 1          | Score   | Team 2           | Locatie                       |
| ------------- | --------------- | ------- | ---------------- | ----------------------------- |
| 31 maart 1968 | Žalgiris Kaunas | 13 – 11 | SC Empor Rostock | Bratislava, Tsjecho-Slowakije |

|                 |
|                 |
| Žalgiris Kaunas |
| 2de titel       |